# Norton Conyers House

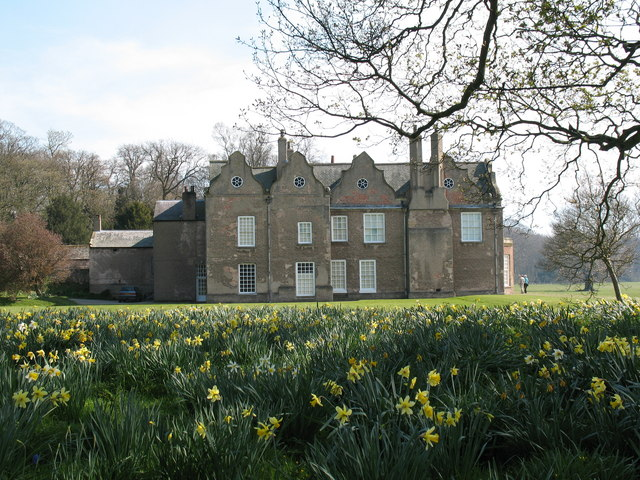
Norton Conyers House

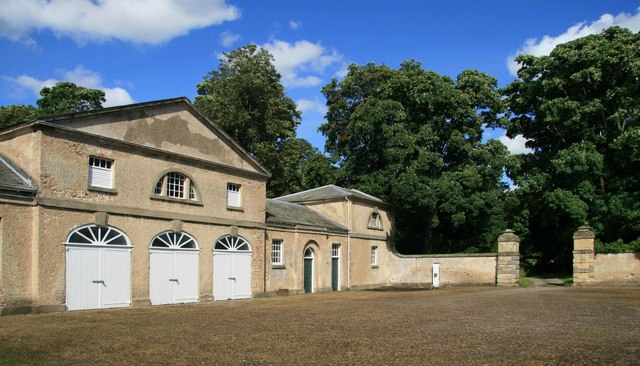
Estábulos de Norton Conyers

A Norton Conyers House é uma mansão medieval tardia listada como grau II*, com adições Stuart e georgianas, situada em North Yorkshire, Inglaterra, cerca de 7 km ao norte de Ripon.
A fachada tem frontões característicos de estilo holandês e acredita-se que tenha sido a inspiração para o romance Jane Eyre, de Charlotte Brontë. Possui um jardim do século XVIII em volta de uma orangery. A casa está atualmente passando por uma restauração, mas está aberta para visitas guiadas ocasionais.
É construída em dois andares com uma fachada de quatro vãos para uma planta baixa quadrada de tijolos com um telhado de ardósia Westmorland. O bloco estável próximo também é listado como grau II*.

## História
O feudo de Norton Conyers pertenceu a Richard Norton que, com seus filhos, foi executado por rebelião em 1569. Depois de pertencer brevemente aos Musgraves, foi adquirido por Sir Richard Graham (c. 1583–1654) em 1624 e, exceto por 20 anos entre 1862 e 1882, permaneceu na família Graham desde então.
Sir Richard Graham era um monarquista de Cumberland que foi ferido em 1644 na Batalha de Marston Moor. O Baronete de Graham, de Norton Conyers no Condado de York, foi criado em 17 de novembro de 1662 para Richard Graham (1636–1711), o segundo filho de Sir Richard Graham (c. 1583–1654), em homenagem aos seus serviços à Restauração da Monarquia.